# Vendenheim
Vendenheim – miejscowość i gmina we Francji, w regionie Grand Est, w departamencie Dolny Ren.
Według danych na rok 1990 gminę zamieszkiwały 5193 osoby, a gęstość zaludnienia wynosiła 327 osób/km² (wśród 903 gmin Alzacji Vendenheim plasuje się na 39. miejscu pod względem liczby ludności, natomiast pod względem powierzchni na miejscu 121.).